# Lithoxenus nigrofasciatus
Lithoxenus nigrofasciatus is een rechtvleugelig insect uit de familie sabelsprinkhanen (Tettigoniidae). De wetenschappelijke naam van deze soort is voor het eerst geldig gepubliceerd in 1979 door Pravdin.